# Owain Glyndwrs Mount
Owain Glyndwrs Mount är ett slott i Storbritannien.   Det ligger i kommunen Denbighshire och riksdelen Wales, i den södra delen av landet, 270 km nordväst om huvudstaden London. Owain Glyndwrs Mount ligger 151 meter över havet.
Terrängen runt Owain Glyndwrs Mount är huvudsakligen kuperad, men åt nordväst är den platt. Owain Glyndwrs Mount ligger nere i en dal. Runt Owain Glyndwrs Mount är det ganska tätbefolkat, med 60 invånare per kvadratkilometer. Närmaste större samhälle är Brymbo, 18,7 km nordost om Owain Glyndwrs Mount. I omgivningarna runt Owain Glyndwrs Mount växer i huvudsak blandskog.